# Armand Joseph de Béthune
Pour les articles homonymes, voir Bethune.
Armand-Joseph de Béthune, duc de Chârost et d'Ancenis, né le 1er juillet 1738 à Versailles, mort le 27 octobre 1800 à Paris, est un noble et lieutenant-général français, créateur de plusieurs institutions charitables.
Il s'est fait un nom par sa philanthropie et par son zèle pour les progrès de l'agriculture et de l'industrie.
Louis XV le montre un jour à ses courtisans en disant : « Regardez cet homme ; il n'a pas beaucoup d'apparence, mais il vivifie trois de mes provinces. ».
Noble favorable à l'abolition des privilèges, il est maire de l'ancien 10e arrondissement de Paris en 1799 (à peu près l’équivalent du 7e actuel) après avoir échappé à la Terreur grâce au soutien des habitants du pays de Meillant, mais son fils unique et héritier fut guillotiné le 28 avril 1794.
En 1800, il meurt à l'âge de 62 ans dans ses fonctions de maire parisien, victime de son dévouement, en soignant des malades sourds-muets de Paris atteints de la petite vérole.

## États de service
Né à Versailles en 1738, fils de François-Joseph de Béthune-Chârost duc d'Ancenis (1719-1739), et de Marthe-Elisabeth de La Rochefoucauld-Roye comtesse de Roucy (1720-1784), il est seigneur ou baron de Meillant, Charenton, Chârost, Ancenis et Roucy, aussi (par acquisition) d'Orval, St-Amand-Montrond et La Roche-Molière en Forez. Il reçoit pendant la Révolution le titre de Père de l'humanité souffrante. Il entre en service en 1754, aux Mousquetaires du roi, et il est nommé par le roi en janvier 1756, lieutenant général dans les provinces de Picardie et Boulonnais, et gouverneur des villes et citadelles de Calais, fort Nieulay et pays reconquis. Le 1er avril 1756, il devient colonel dans le corps des gendarmes de France, et le 3 janvier 1757, il est fait chevalier de Saint-Louis. Le 4 mars 1757, il devient mestre de camp d’un régiment de cavalerie de son nom, anciennement régiment d’Egmont. Il participe à la guerre de Sept Ans à la tête de son unité, et il combat avec beaucoup de valeur à la prise de Munster.
En 1758, il donne toute son argenterie pour subvenir aux besoins de son pays, et en 1759, il est créé pair de France. Le 1er décembre 1761, son régiment ayant été incorporé dans celui de régiment Royal-Étranger cavalerie, il est fait mestre de camp lieutenant du régiment du Roi cavalerie le 1er décembre 1762.
Après la paix de 1763, il se livre tout entier aux actes de bienfaisance. À Ancenis, il fonde des ateliers pour les anciens soldats, pensionne des officiers pauvres, établit des écoles et fait creuser des routes en Bretagne. On lui doit aussi des institutions de bienfaisance pour les femmes en couches, les orphelins, les agriculteurs touchés par des intempéries, des prix pour la culture du coton, le dessèchement des marais et la guérison des épizooties. Dans le Midi, il améliore la construction des moulins à vent, l'exploitation des forges et la culture des prairies artificielles. Dans le Berry, il introduit la culture du lin, de la rhubarbe, de la garance et du tabac. Comme comte de Roucy (1739-1800) il fait construire une école et installe sage femme et médecin. Il propose aussi à l'abbé Terray un plan basé sur la prééminence de l'industrie pour rembourser la dette publique, plan qui est rejeté.
Le 4 novembre 1766, il est nommé brigadier de cavalerie, et le 3 janvier 1770, il est promu maréchal de camp. 
Le 17 décembre 1778, il vend à François Marie de Fougières, comte de Fougières, les terres et seigneuries de Saint Amand, Montrond, Orval et la baronnie d'Epineuil, situés à proximité de son château de Meillant.
En 1783, il devient président de la Société philanthropique. 
À l'assemblée des notables en 1788, il se prononce pour l'égale répartition des charges publiques sur toutes les charges.
Au commencement de la Révolution, il fait un don patriotique de 100 000 francs, et annonce en même temps à l’assemblée nationale, qu’il vient de faire aux habitants d’Ancenis l’abandon d’un droit de dixmage (dîme), se montant à une somme assez considérable. L’assemblée décrète dans sa séance du 24 septembre 1789, qu’il sera adressé des remerciements au duc de Charost, et que la lettre serait imprimée.
Il est promu lieutenant-général le 7 septembre 1792, et, n'ayant pas émigré, est incarcéré pendant la Terreur, avant d’être libéré le 27 juillet 1794.
En 1799, il est nommé maire du 10e arrondissement de Paris, et il meurt en soignant les sourds-muets attaqués par la petite-vérole le 27 octobre 1800.
Il est inhumé dans la chapelle du Château de Meillant.

## Famille
Son ascendance paternelle est précisée à l'article consacré à son père François-Joseph : les Béthune de Charôst et d'Ancenis sont issus de Philippe de Béthune, le frère cadet du grand Sully, et de son dernier fils Louis. Sa famille maternelle, les La Rochefoucauld de Roye-Roucy, viennent du 2e mariage de François III, comte de La Rochefoucauld.
Armand-Joseph épouse :
1° par contrat passé le 16 février 1760 devant Laideguive, notaire à Paris, Louise-Suzanne-Edmée Martel (1745 † château de Beaumesnil, 6 octobre 1779), unique enfant de Charles III Martel, comte de Fontaine-Martel (Bolbec), et de Marie-Françoise Martel, sa cousine, dame de Clères. Elle lui apporte le château de Beaumesnil et le château de Clères, deux demeures situées en Normandie. Il en eut :
- Armand-Maximilien-Paul-François-Edmé (1764-1765), et :
- Armand-Louis-François-Edmé de Béthune, comte de Chârost et de Bolbec/Fontaine-Martel, né le 5 août 1770 et guillotiné le 28 avril 1794 pour prétendu complot contre-révolutionnaire dans le Nord[4] (on lui prête l'anecdote que, montant à l'échafaud, il aurait corné le livre qu'il lisait dans la charrette funèbre, avant de le confier au bourreau Sanson et de se livrer à lui), sans postérité de sa femme et lointaine cousine Maximilienne-Augustine-Henriette de Béthune (1772-1833), épousée en 1790, fille de Maximilien IX Alexis de Béthune, duc héritier de Sully ;

2e en 1783, Henriette-Adélaïde-Josèphe du Bouchet de Sourches de Tourzel (1765 - Paris, 11 mars 1837 ; cf. Montsoreau), fille de Louis François du Bouchet, marquis de Tourzel, comte de Sourches, et de Louise Elisabeth de Croÿ d'Havré, gouvernante des enfants de France, duchesse de Tourzel. Sans postérité. Durant son veuvage, elle fait construire, sous la Restauration, le château de Groussay.

Blason de la branche de Chârost issu de la maison de Béthune.

Armand Joseph de Béthune Charost meurt sans laisser de descendance. Le château de Beaumesnil passe à la veuve de son fils, Maximilienne, puis au second époux de celle-ci, Eugène Alexandre de Montmorency Laval. Le château de Meillant et le château de Clères sont légués par lui à sa seconde épouse (Tourzel), qui les transmet ensuite dans sa famille : sa nièce, Virginie de Sainte Aldegonde, duchesse de Mortemart, reçoit Meillant ; sa sœur, Pauline de Béarn (1771-1839) reçoit Clères, qui passe après elle à son fils, Louis Hector de Galard Béarn.